# Eupherusa poliocerca
El colibrí de Guerrero, colibrí de cola blanca o colibrí guerrerense (Eupherusa poliocerca), es una especie de ave apodiforme de la familia Trochilidae —los colibríes—perteneciente al género  Eupherusa. Es endémica de México.

## Distribución y hábitat
Se distribuye únicamente por la vertiente del Pacífico del suroeste de México, en la parte occidental de la Sierra Madre del Sur, entre los estados de Guerrero y oeste de Oaxaca.
Esta especie es considerada bastante común dentro de su restringida zona y hábitat natural: los bosques montanos húmedos y los bordes y plantaciones forestales, y también utiliza el bosque semicaducifolio y el bosque de pino-encino. Aparentemente requiere bosque intacto; puede utilizar plantaciones de café adyacentes al bosque, pero no ocurre en café cultivado bajo árboles de sombra. En altitudes entre 800 y 2440 m. Se alimenta de néctar y también de insectos.

## Descripción
Es de tamaño medio, mide entre 10 y 11 cm de longitud; de color, en general, verde brillante. El macho tiene las alas pardas, con una mancha canela; la cola es larga y cuadrada, con las plumas externas blancas en sus partes interiores, y las timoneras centrales son verde metálicas. La hembra es muy parecida, excepto que son grisáceas por debajo. El pico es delgado y de color negro.

## Estado de conservación
El colibrí de Guerrero ha sido calificado como casi amenazado por la Unión Internacional para la Conservación de la Naturaleza (IUCN) debido a que su pequeña zona de distribución y su población, estimada entre 6000 y 15 000 individuos maduros, se presumen estar en lenta decadencia como resultado de la continua pérdida de hábitat. 

## Sistemática

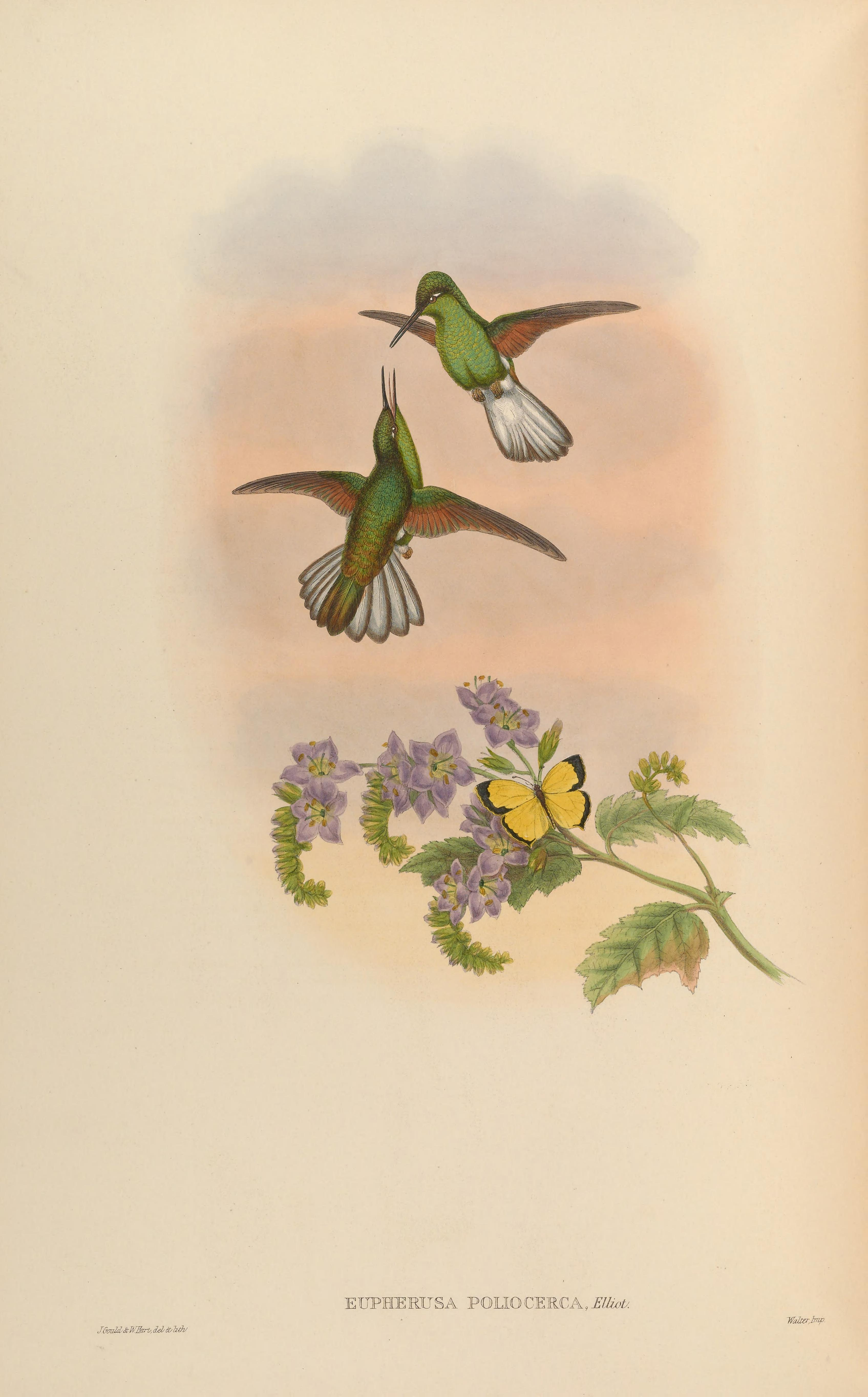
Eupherusa poliocerca, ilustración de Gould y Hart en A monograph of the Trochilidae, or family of humming-birds. Supplement, 1880.

### Descripción original
La especie E. poliocerca fue descrita por primera vez por el ornitólogo estadounidense Daniel Giraud Elliot en 1871 bajo el mismo nombre científico; su localidad tipo es: « Putla, Oaxaca».

### Etimología
El nombre genérico femenino «Eupherusa» se compone de las palabras del griego «eu» que significa ‘bueno’ y «pherō» que significa ‘llevar’, ‘cargar’; y el nombre de la especie «poliocerca» se compone de las palabras del griego «polios» que significa ‘gris’ y «kerkos» que significa ‘cola’.

### Taxonomía
Ya fue tratada en el pasado como una subespecie de Eupherusa eximia. Es monotípica.